# Gitte Hænning
Gitte Hænning (Aarhus, Dinamarca; 29 de junio de 1946), más conocida como Gitte, es una cantante y actriz danesa que saltó a la fama como estrella infantil en los años 1950.

## Historia
Dado que su nombre es poco común, fue reconocida sin apellido en toda Europa. Ella se trasladó a Suecia en 1958. Su primer éxito en Suecia fue Tror du jag ljuger en 1961. Siendo adolescente, Gitte cantó varias canciones exitosas en alemán, inglés, italiano y danés, como por ejemplo Amo Johnny, Parla, La Mela e Il Ricordo. Su primer éxito en alemán fue Ich will 'nen Cowboy als Mann. El sencillo vendió 1,5 millones de copias a mediados de 1965, ganando Gitte un disco de oro.
En su carrera actoral, Gitte protagonizó varias películas, obras de teatro y programas de televisión en Alemania, Dinamarca y Suecia.

## Su paso por Eurovisión
Intentó representar a Dinamarca en el Festival de la Canción de Eurovisión 1962 con el tema «Jeg Snakker med mig Selv», pero la canción fue descalificada porque el compositor de la misma, Sejr Volmer-Sørensen, la había silbado en el comedor de la DR. Compitió representando a Alemania en el Festival de la Canción de Eurovisión 1973 con la canción «Junger Tag», finalizando en 9.º lugar. Luego intentó representar a Luxemburgo en el Festival de la Canción de Eurovisión 1978 con la canción «Rien qu'une femme», pero finalmente el dúo español Baccara con la canción «Parlez-vous français?» representó a Luxemburgo.

## De los años 70 en adelante
Gitte se consolidó como una de las cantantes europeas más exitosas de la posguerra, especialmente en Alemania y Dinamarca. En 1968, grabó un álbum de jazz, en conjunto con la Kenny Clarke/Francy Boland Big Band. 
Cabe destacar también, que durante un tiempo, formó un dúo, con Rex Gildo, llamado "Gitte & Rex". 
Las canciones de Gitte se mantendrían en las listas alemanas con el paso de décadas siguientes, aunque no con tanto éxito como en los años 60. En los años 80, Gitte cambiaría su imagen y realizaría música más "adulta". Ganó varios premios, como cantante y como actriz.
Una serie de compilaciones de álbumes se han publicado recientemente en Alemania, entre ellos una biografía en DVD. 
Entre 2004 y 2006, junto con Wencke Myhre y Siw Malmkvist, realizó una ardua pero exitosa gira por Europa. El CD en vivo de esa gira entró en las listas alemanas. En 2010 grabó un nuevo CD.

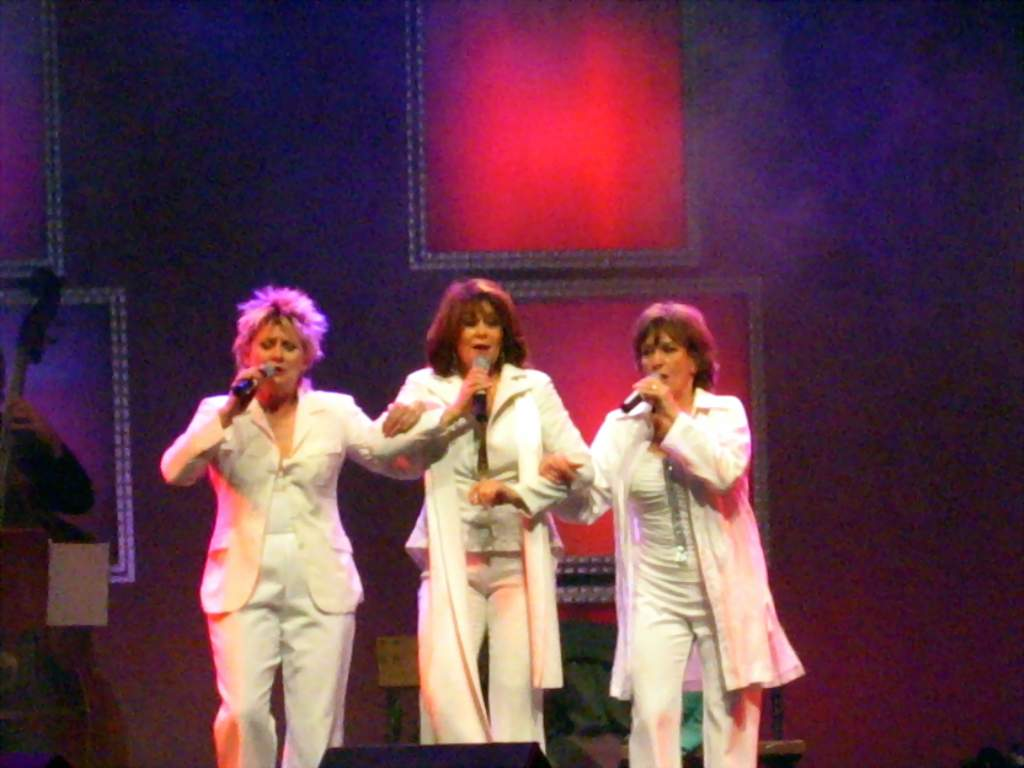
Gitte junto con Wencke Myhre y Siw Malmkvist (2005).